# 中央广播电视总台3·15晚会
中央广播电视总台3·15晚会，原称中国中央电视台3·15晚会，簡稱3·15晚会，为中国中央广播电视总台与中国政府相关部门、中国消费者协会共同主办的晚会，自1991年起每年固定在国际消费者权益日3月15日晚上播出（2020年因2019冠状病毒病延期到同年7月播出），通过揭露和曝光社会生活中的侵犯消费者权益的事例，旨在宣传维护消费者权益，并提高广大消费者维权意识。

## 历史
1991年3月15日晚，中国中央电视台播出了《国际消费者权益日消费者之友专题晚会》，为第一届3·15晚会。
1996年，3·15晚会对卡式炉毁容案的报道，引发了全社会对消费安全的关注。
1999年起，生命安全、公共安全成为晚会关注的焦点。
2002年，3·15晚会的寻人启事让人耳目一新，“诚信”成了老百姓最常用的词汇。
2013年，3·15晚会对于新出现的侵犯消费者权益行为，给予了更多关注。这次晚会主要曝光了苹果手机售后门、黄金“内铱”问题、江淮同悦汽车生锈钢板问题、大众汽车双离合变速箱安全问题、药品虚假宣传、非法弹窗广告、安卓应用窃取用户资料、网易等公司追踪cookie收集用户隐私行为等。
2014年，3·15晚会曝光了杭州广琪贸易有限公司销售过期进口食品原料问题、尼康D600快门掉渣问题、北京鼎开联合信息技术有限公司和大唐高鸿无线技术有限公司等对手机用户恶意扣费窃取隐私问题、浙江康诺邦健康产品有限公司等以药品充食品生产鱼肝油问题、交易所现货白银投资诈骗、山东企业违规生产四轮代步车问题等。
2020年，因2019冠状病毒病疫情，当年的3·15晚会延期举行。这是3·15晚会历史上首次因重大公共卫生事件延期举行。当年的节目延期到同年7月16日举行。

### 历届概况
| 年份   | 晚会主题                   | 主持人                                 | 备注                           |
| ------ | -------------------------- | -------------------------------------- | ------------------------------ |
| 1991年 | 未公布                     | 敬一丹、赵赫、王晓真                   |                                |
| 1992年 | 未公布                     | 赵赫、敬一丹、王晓真、王红蕾           |                                |
| 1993年 | 未公布                     | 赵赫、敬一丹、王晓真、王红蕾           |                                |
| 1994年 | 未公布                     | 赵赫、敬一丹、王晓真、王红蕾           |                                |
| 1995年 | 未公布                     | 李媛媛、王晓真                         |                                |
| 1996年 | 未公布                     |                                        | 首次引入脱口秀的节目形态       |
| 1997年 | 世纪的力量                 | 王红蕾、赵赫、陈晓宇、张政             |                                |
| 1998年 | 为了农村消费者             | 王红蕾、赵赫、李媛媛、文清、石维坚     |                                |
| 1999年 | 在法治阳光下安全健康地消费 |                                        |                                |
| 2000年 | 我们共同的事业             | 白岩松                                 |                                |
| 2001年 | 生命·安全                  | 白岩松                                 |                                |
| 2002年 | 共筑诚信 我们在行动        | 赵赫、李咏、王小丫                     |                                |
| 2003年 | 净化消费环境，提升消费质量 | 赵赫、李咏、王小丫                     |                                |
| 2004年 | 健康秩序 健康生活          | 李咏、王小丫、陈伟鸿、欧阳夏丹、王小骞 |                                |
| 2005年 | 健康 维权                  | 赵赫、李咏、王小丫、欧阳夏丹           |                                |
| 2006年 | 我们的心愿                 | 赵赫、李咏、王小丫、欧阳夏丹           |                                |
| 2007年 | 责任 和谐                  | 赵赫、李咏、王小丫、欧阳夏丹           |                                |
| 2008年 | 3·15的力量                 | 赵赫、李咏、王小丫、欧阳夏丹           |                                |
| 2009年 | 3·15有你更有力量           | 李咏、王小丫、陈伟鸿、欧阳夏丹         | [ 3 ]                          |
| 2010年 | 新规则 新动力              | 王小丫、陈伟鸿、欧阳夏丹、李佳明       | [ 4 ]                          |
| 2011年 | 护航新消费                 | 赵赫、王小丫、陈伟鸿、谢颖颖           | [ 5 ]                          |
| 2012年 | 共筑诚信 有你有我          | 王小丫、陈伟鸿、谢颖颖、芮成钢         | [ 6 ]                          |
| 2013年 | 我的权益我做主             | 王小丫、陈伟鸿、谢颖颖                 | [ 7 ]                          |
| 2014年 | 让消费更有尊严             | 王小丫、陈伟鸿、欧阳夏丹、谢颖颖       | [ 8 ]                          |
| 2015年 | 消费在阳光下               | 陈伟鸿、谢颖颖、姚雪松、陈蓓蓓         | [ 9 ]                          |
| 2016年 | 共筑消费新生态             | 陈伟鸿、欧阳夏丹、谢颖颖、撒贝宁       | [ 10 ]                         |
| 2017年 | 用责任汇聚诚信的力量       | 陈伟鸿、欧阳夏丹、谢颖颖、张腾岳       | [ 11 ]                         |
| 2018年 | 共建秩序 共享品质          | 陈伟鸿、龙洋、马洪涛、王端端           |                                |
| 2019年 | 共治共享 放心消费          | 陈伟鸿、谢颖颖、高博、王端端           | 该两年的晚会开始前并未出现广告 |
| 2020年 | 凝聚力量 共筑美好          | 陈伟鸿、谢颖颖、高博、张琳             | 该两年的晚会开始前并未出现广告 |
| 2021年 | 提振消费 从心开始          | 陈伟鸿、谢颖颖、龙洋、孟湛东           |                                |
| 2022年 | 公平守正 安心消費          | 陳偉鴻、龍洋、謝穎穎、孟湛東           | [ 12 ]                         |
| 2023年 | 用诚信之光照亮消费信心     | 陈伟鸿、谢颖颖、张琳、王冠             | [ 13 ]                         |
| 2024年 | 共筑诚信 共享安全          | 陈伟鸿、谢颖颖、张琳、王冠             | [ 14 ]                         |
| 2025年 | 共铸诚信 提振消费          | 陈伟鸿、谢颖颖、张琳、孟湛东           | [ 15 ]                         |

## 有关争议和事件
- 大概8点20分发
- 苹果中国保修问题事件
- 锦湖轮胎
- 老坛酸菜包事件
- P2P下载器事件
- 女主播男运营事件